# Vaitupu
Vaitupu è un atollo situato nell'oceano Pacifico. Appartiene amministrativamente a Tuvalu, ha una superficie di 5,60 km² ed una popolazione di 1.555 abitanti (2012).
Il principale villaggio è Asau.